# 笠岡市立カブトガニ博物館
笠岡市立カブトガニ博物館（かさおかしりつかぶとがにはくぶつかん）とは、岡山県笠岡市に存在する博物館である。
世界で唯一のカブトガニをテーマとした博物館であり、建物は上空から見るとカブトガニの形に見える。

## 概要
岡山県南西部の瀬戸内海に面した笠岡市の笠岡湾一帯は、古くからカブトガニの生息地として知られていたが、1966年（昭和41年）から1989年（平成元年）にかけ、国営事業として笠岡湾の大規模な干拓が行われた。その結果カブトガニの生息地が減少し絶滅の恐れがあったことから、カブトガニの繁殖、展示、広報等を目的とした施設として、干拓事業完了の翌年1990年（平成2年）3月に、笠岡市が運営する博物館としてオープンした。天然記念物カブトガニ繁殖地（昭和46年文部省告示第150号で指定された区域をいう。以下「繁殖地」という）への幼生の放流も行っている。

## 公園
博物館の外の公園には恐竜、古生物の実物大オブジェが存在する。
- ティラノサウルス
- プテラノドン
- プロトケラトプス
- アパトサウルス
- ディプロドクス
- エラスモサウルス
- イグアノドン

また、滑り台などのアスレチックも存在する。

## 展示物
- 吠えるバリオニクス実物大模型
- カブトガニの這い跡化石
- オウムガイの生体展示

また、クイズに挑戦できるシアターも存在する。

## マスコット・キャラクター
- カブニくん - 当館のマスコットキャラクター。博物館会館前にデザインと愛称が公募された。誕生は博物館と同じ1990年。モチーフはカブトガニで、甲羅と鋭い尻尾が特徴。時流に乗ってゆるきゃら宣言（HPによれば進化）した。
- カブ海（み）ちゃん - 2009年、博物館のリニューアルとともに新たに登場した女の子のキャラクター。やはりカブトガニモチーフで、甲羅（軟らかい素材で出来ている）を持つ。みつ編み付きで足は短いものの胴体は大きい（カブトガニはメスのほうが体は大きい）。

2016年7月4日、マスコット2人の結婚を発表。2017年2月26日に2人の第1子が誕生し、同年10月28日には第2子が誕生した。
- カブ希（き）くん - カブニとカブ海の子ども。近くの浜辺でみつかった謎の「卵らしき物体」から誕生。名前は公募され、724名の応募作から選ばれた。カブニより一回りほど小さい。
- カブ望（の）ちゃん - カブニとカブ海の子ども。名前は公募され、599件の応募作から選ばれた[5]。カブ希より更に小さい。頬がハートマークになっている。